# Amtsbezirk Rohrbach
Der Amtsbezirk Rohrbach war eine Verwaltungseinheit im Mühlviertel in Oberösterreich.
Der Amtsbezirk war der Kreisbehörde für den Mühlkreis, die sich in Linz befand, unterstellt und besorgte deren Amtsgeschäfte vor Ort. Die Zuständigkeit erstreckte sich neben Rohrbach auf die damaligen Gemeinden Atzesberg, Berg, Frindorf, Hörbich, Kicking, Kirchbach, Kollerschlag, St. Leonhard, Nebelberg, Oepping, Peilstein, Pogendorf, Sarleinsbach und Sprinzenstein. Damit umfasste er damals drei Märkte und 144 Dörfer.